# Télévision à La Réunion

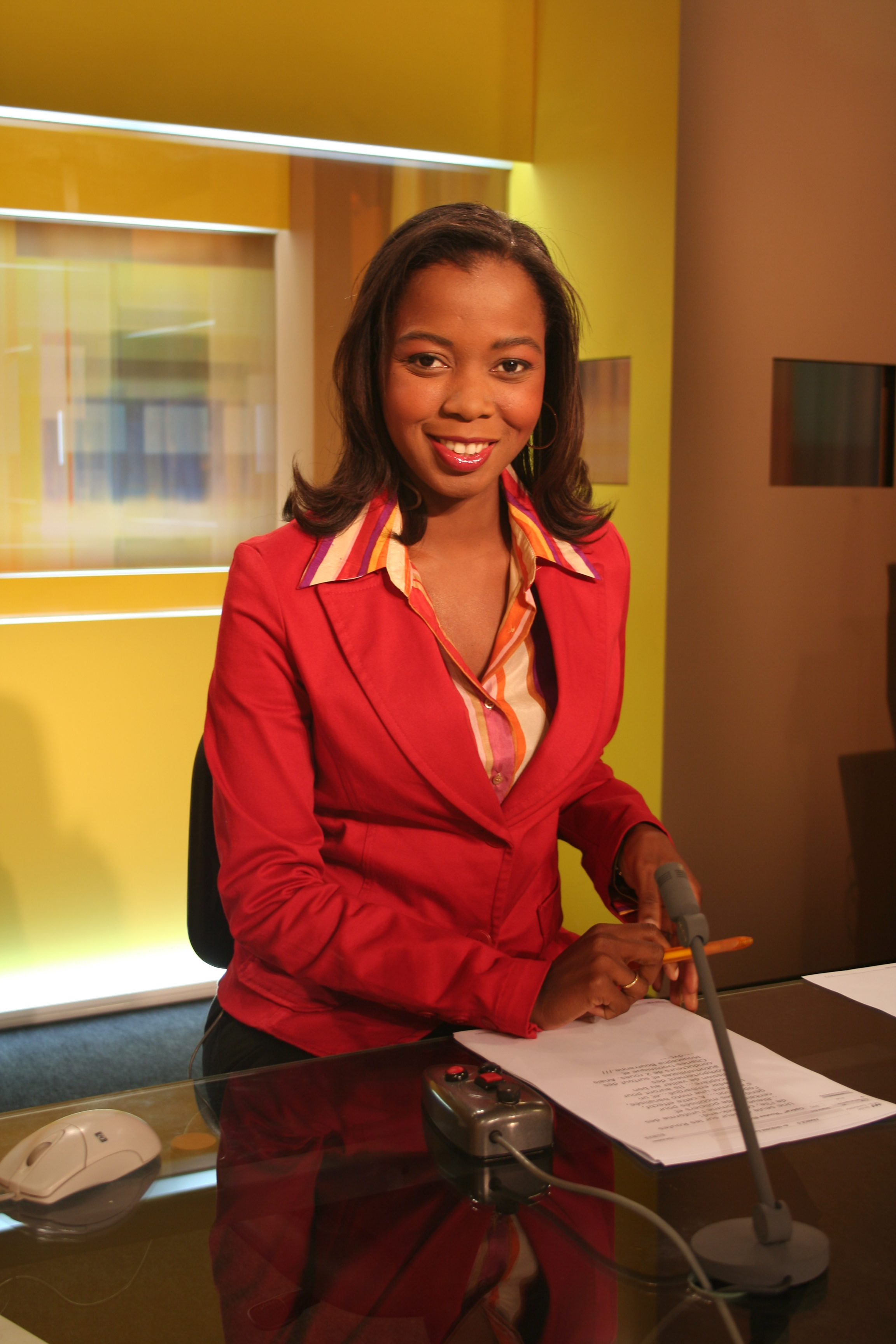
La journaliste Valérie Filain, présentatrice du journal télévisé de Télé Réunion, en septembre 2006.

La télévision diffuse, sur l'île de La Réunion, département d'outre-mer français dans le sud-ouest de l'océan Indien, plusieurs dizaines de chaînes, les principales étant Antenne Réunion, une chaîne privée locale, d'une part, et Télé Réunion et Tempo, des chaînes du Réseau France Outre-mer, partie du groupe public France Télévisions, d'autre part. Ces chaînes ainsi que Canal+ sont les quatre seules diffusées par la télévision hertzienne analogique qui, en l'absence de la télévision numérique, constitue le mode principal de diffusion. L'offre est néanmoins complétée, depuis la fin des années 1990, par deux opérateurs de télévision par satellite, Canalsat Réunion et Parabole Réunion, qui proposent des bouquets composés principalement de chaînes françaises et internationales. Enfin, la télévision par ADSL est présente depuis la fin des années 2000, avec le même type de bouquets.

## Histoire
L'histoire de la télévision réunionnaise est marquée par plusieurs épisodes sombres liés à ce qui était perçu par les critiques comme une trop grande dépendance au pouvoir politique préfectoral ou métropolitain. La diffusion dans les années 1960 et 1970, par exemple, se caractérise par son manque de pluralisme l'interdiction d'antenne dont sont frappés les leaders du Parti communiste réunionnais, une force politique autonomiste et suspecte, aux yeux des forces conservatrices, d'indépendantisme. Plus tard, au début des années 1990, l'interdiction d'émettre que prononce le Conseil supérieur de l'audiovisuel à l'encontre de Télé Free Dom déclenche les événements du Chaudron, des émeutes en 1991 à Saint-Denis.

## Personnalités

### Présentateurs de journaux télévisés
- Yolande Calichiama, présentatrice sur Réunion 1ère.
- Jean-Marc Collienne, présentateur sur Antenne Réunion.

### Autres présentateurs
- Sébastien Folin, ancien présentateur du bulletin météorologique et d'émissions de divertissement sur Antenne Réunion.
- Hubert Hess, présentateur d'émissions pour enfants sur Télé Réunion, anciennement sur Antenne Réunion.

### Autres
- Thierry Jardinot, humoriste imitateur d'une émission d'Antenne Réunion.